# Wasserzeller Mühle
Wasserzeller Mühle ist ein Wohnplatz der kreisfreien Stadt Ansbach (Mittelfranken, Bayern). Wasserzeller Mühle liegt in der Gemarkung Neuses bei Ansbach.

## Geografie
Die Einöde bestehend aus eine Wohn- und drei Nebengebäuden liegt an der Fränkischen Rezat. Ein Anliegerweg führt nach Schmalenbach (1,2 km nordwestlich) bzw. nach Wasserzell (0,5 km südöstlich). Der Ort ist von Acker- und Grünland umgeben, das 0,2 km nordöstlich von der Bundesstraße 13 bzw. 0,2 km südwestlich von der Bahnstrecke Treuchtlingen–Würzburg durchschnitten wird.

## Geschichte
Die Wasserzeller Mühle lag im Fraischbezirk des brandenburg-ansbachischen Hofkastenamtes Ansbach. Grundherr war das Stiftsamt Ansbach. Unter der preußischen Verwaltung (1792–1806) des Fürstentums Ansbach erhielt die Mühle bei der Vergabe der Hausnummern die Nr. 17 des Ortes Wasserzell. Von 1797 bis 1808 unterstand der Ort dem Justiz- und Kammeramt Ansbach. Zum Anwesen gehörten zahlreiche Parzellen Acker- und Wiesenflächen, die verstreut rund um Wasserzell lagen.
Im Rahmen des Gemeindeedikts wurde die Wasserzeller Mühle dem 1809 gebildeten Steuerdistrikt Schalkhausen zugeordnet. Mit der Neubildung des Steuerdistrikts Neuses bei Ansbach am 23. Juni 1810 erfolgte der Wechsel dorthin. Es gehörte auch der 1811 gegründeten Ruralgemeinde Neuses bei Ansbach an. In den amtlichen Verzeichnissen wurde die Wasserzeller Mühle nur 1871 und 1885 explizit namentlich erwähnt. Ansonsten gibt es noch Nennungen in Verzeichnissen des Jahres 1820, 1832 und 1862.
Am 1. Juli 1972 wurde die Wasserzeller Mühle im Zuge der Gebietsreform in Bayern in die Stadt Ansbach eingegliedert.

### Baudenkmal
- Wassermühle: zweigeschossiger Massivbau mit zweigeschossigem Giebel und geohrtem Portal, bezeichnet „1756“[10]

### Einwohnerentwicklung
| Jahr        | 001871 | 001885 |
| Einwohner   | 9      | 11     |
| Wohngebäude |        | 1      |
| Quelle      | [ 11 ] | [ 12 ] |

## Religion
Der Ort ist evangelisch-lutherisch geprägt und bis heute nach St. Johannis (Ansbach) gepfarrt. Die Einwohner römisch-katholischer Konfession sind nach St. Ludwig (Ansbach) gepfarrt.